# المدرسة الدولية في بريمن
المدرسة الدولية في بريمن هي مدرسة دولية خاصة تقع في بريمن, ألمانيا.

## الروابط الخارجية
- Official ISB Website